# Бейтар
«Бейтар» или «Бетар» (ивр.  בית"ר‎ — аббревиатура от בְּרִית יוֹסֵף טרוּמְפֶּלְדוֹר‎, Брит Иосеф Трумпельдор — «Союз имени Иосифа Трумпельдора») — молодёжная сионистская организация, создана в Риге в 1923 году.

## Идеология
Идеология «Бейтара» сформировалась под влиянием призыва Владимира Жаботинского создать еврейскую законную армию для защиты еврейского населения подмандатной Палестины. «Бейтар» воспитывал у своих членов стремление лично осуществлять пионерско-халуцианские идеи и активно участвовать в еврейской самообороне. Воплощение этих идей члены «Бейтара» видели в личности Иосифа Трумпельдора.
Своей политической целью и единственно приемлемым решением еврейского вопроса «Бейтар» считал создание еврейского государства по обоим берегам Иордана. Его идеологическим принципом был монизм: единое знамя (бело-голубое), единый гимн («Ха-Тиква») и единое сионистское мировоззрение, свободное от влияния какой-либо другой идеологии, например, социалистической.

## История
«Бейтар» был создан в 1923 году в Риге и назван в честь героя сионистского движения первой половины XX века Иосифа Трумпельдора. Его основателем и первым руководителем был Аарон Пропес. Группа была близка к Владимиру (Зееву) Жаботинскому и окончательно оформилась после встречи с ним.
Почти в то же время были созданы отделы «Бейтара» в Литве, Польше и Румынии. Первый съезд всех руководителей движения состоялся в Варшаве в январе 1928 года и избрал Жаботинского главой движения. Пропес сохранил полномочия комиссара (фактического руководителя). Первый международный съезд представителей «Бейтара» произошёл в Данциге в июле 1931 года. В 1939 году командиром Бейтара Польши стал будущий премьер-министр Израиля Менахем Бегин.
Наряду с именем Трумпельдора, название «Бейтар» несёт ещё один смысл — так называлась последняя крепость еврейских повстанцев под руководством Симона Бар-Кохбы, которую римские войска прокуратора Юлия Севера взяли в 135 году н. э.
Начиная с 1948 года, был связан с политическим движением «Херут», а позднее с «Ликудом». Сегодня «Бейтар» — идеологически правая молодёжная организация, не связанная с какими-либо политическими движениями или партиями.
В наши дни движение насчитывает более 20.000 членов из разных стран. С начала 1990-х годов действует на территории СССР/СНГ.

## Символика
- Члены «Бейтара» приветствуют друг друга словами «Тель-Хай!»
- Лозунг организации: «В крови и в огне пала Иудея — в крови и в огне она возродится!»
- Бойцы бейтаровских формирований носили форму коричневого цвета, символизирующего землю Израиля.
- Символ Всемирного «Бейтара» — менора (семисвечник).
- Символ «Бейтара» на территории СНГ — кулак на фоне меноры (семисвечника);
- Песня (Гимн) «Бейтара» — «Шир Бейтар», написанный Зеевом Жаботинским:

| Бейтар — Из праха и пепла Из пота и крови Поднимется племя Великое, гордое племя; Поднимутся в силе и славе Йодефет, Массада, Бейтар. Величие - Помни, еврей, Ты царь, ты потомок царей Kорона Давида С рожденья дана. И вспомни короны сиянье В беде, нищете И в изгнаньи. Восстань Против жалкой Среды прозябанья! Зажги негасимое Пламя восстанья, Молчание — трусость и грязь. Восстань! Душою и кровью Ты — князь! И выбери: Смерть иль победный удар — Йодефет, Массада, Бейтар. |